# 失望角

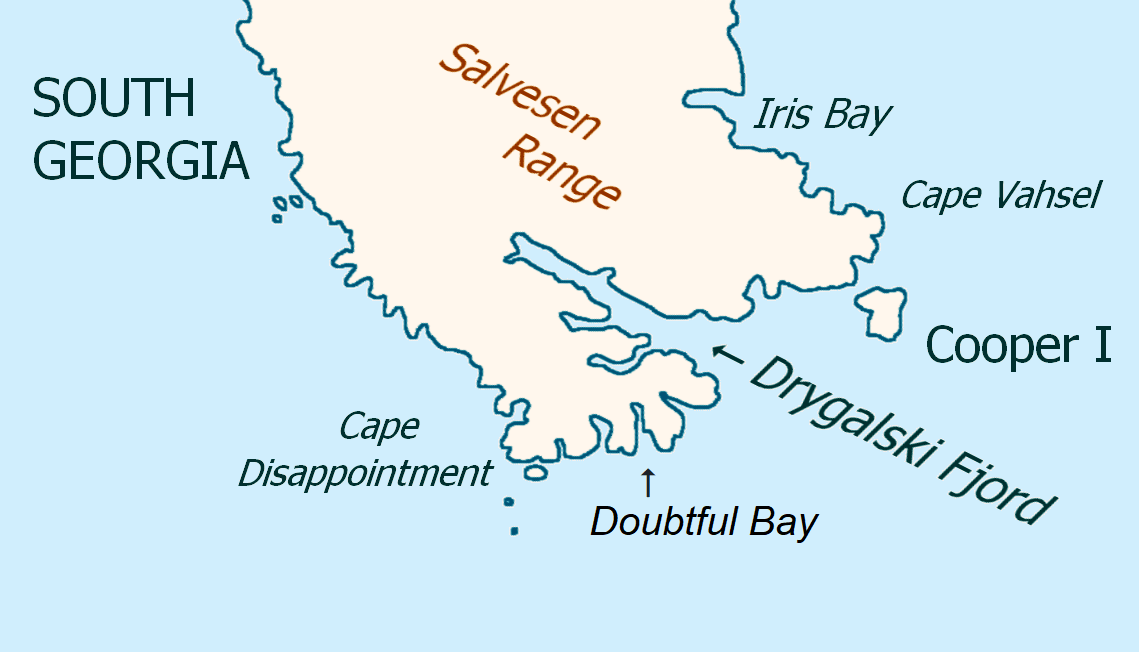

失望角（英語：Cape Disappointment），是南極洲的海岬，位於南喬治亞島南端，在1775年由詹姆斯·庫克率領的英國探險隊發現，該海岬現時由英國海外領土管轄。